# Bibliologia historyczna
Bibliologia historyczna (od gr. biblion – książka i logos – słowo, nauka; również bibliognozja) – nauka o powstawaniu książek od czasów najdawniejszych do chwili obecnej, utożsamiana z księgoznawstwem. Głównym zadaniem bibliologii historycznej jest ustalenie wartości źródłowej książki. Bibliologia zajmuje się książką na trzech etapach jej istnienia: produkcji, rozpowszechnienia i czytelnictwa.